# ソセウル駅
ソセウル駅（朝鮮語: 소새울역）は、大韓民国京畿道富川市素砂区素砂本洞にある西海線の駅。 

## 歴史
- 2013年10月21日 - 事業用鉄道路線告示にて駅名を福沙駅に決定[1]。
- 2018年4月6日 - 鉄道距離表告示にてソセウル駅に駅名変更[2]。
- 2018年6月16日 - 西海線開業[3]。

## 構造
2面2線の相対式ホームを有する。

### のりば
| 上行 | ● 西海線 | 素砂方面 |
| 下行 | ● 西海線 | 元時方面 |

## 駅周辺
- 素砂国民スポーツセンター
- ハヌルピッ図書館
- 福沙初等学校
- 富一中学校
- 素砂高等学校

## 隣の駅
素砂元時線運営
●西海線　
素砂駅 (S16) - ソセウル駅 (S17) - 始興大也駅 (S18)